# Замок Рауган

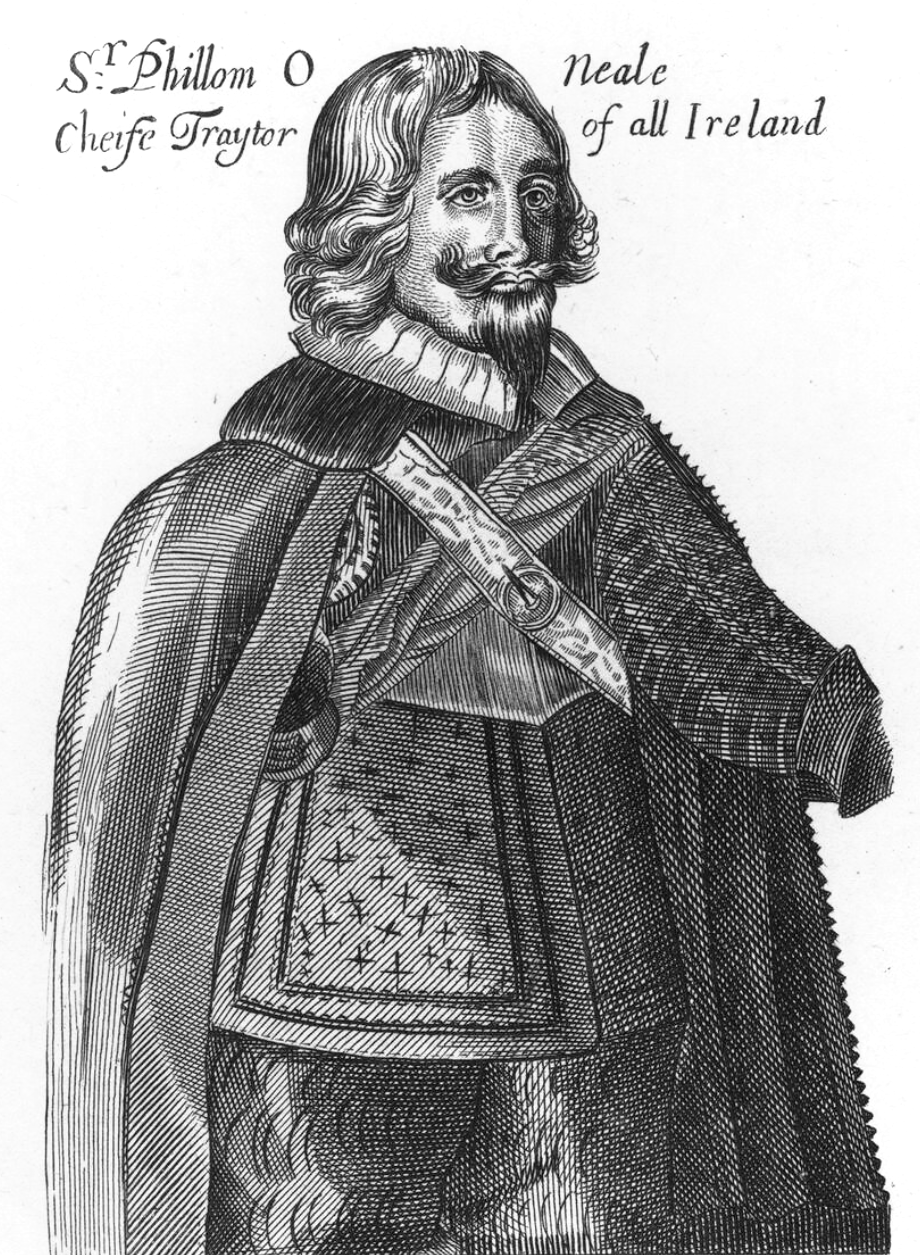
Сер Фелім О'Ніл.

Прапор Ірландської конфедерації 1641 року.

Замок Роуган (англ. Roughan Castle) — замок Ровен, замок Рауган — один із замків Ірландії, розташований біля селища Ньюміллс, графство Тірон, Північна Ірландія біля дороги Дунганнон — Стюартстоун.
Замок Роуган був збудований у 1618 році сером Ендрю Стюартом (пом. 1639) — аристократом шотландського походження, що переселився в Ірландію під час шотландської колонізації Ольстера в XVII столітті після остаточного завоювання Ірландії Англією. Ендрю Стюарт — ІІ лорд Кастелстюарт був старшим сином Ендрю Стюарта (1580—1629) — ІІІ лорда Охілтрі, І лорда Кастелсюарт, що переселився в Ірландію з Шотландії під час колонізації Ольстера і заснував місто Стюартстоун. Ендрю Стюарт Молодший придбав землю Баллокеван в Роберта Стюарта десь між 1610 і 1619 роком і побудував на цих землях свій замок з видом на озеро Роуган-Лох. Це невеликий квадратний замок, висотою в три поверхи з центральною баштою висотою 20 футів. Башта квадратна, з боків має товсті круглі вежі на кожному куті. Замок мав бійниці для гармат, гвинтові сходи. Ворота біли з південно-західного боку замку. Замок був збудований з оборонною метою. Замок мав підземний хід. На першому і другому поверхах були каміни. Житлові приміщення були на першому поверсі замку. Поруч біля замку є озеро Роуган-Лох. На озері є штучний острів, збудований ще в давнину, судячи по всьому цей штучний острів являв собою кранног — давню кельтську оборонну споруду. Навколо нинішнього замку Роуган ще в VI—VIII століттях було поселення. Таким чином Ендрю стюарт будував замок і маєток навколо нього на основі вже існуючого здавна ірландського селища, що мало свої оборонні споруди.
У 1641 році спалахнуло повстання за незалежність Ірландії. Замок Роуган захопили повстанці на чолі з Фелімом О'Нілом (ірл. — Phelim MacShane O'Neill або Féilim Ó Néill) — лідером ірландського повстання в Ольстері. Фелім О'Ніл (Фелім Мак Шейн О Нейлл) продовжував боротьбу до 1653 року, коли він був схоплений, доставлений в Дублін і повішений за «державну зраду». Роберт Стюарт Іррі успадкував замок Роуган від своїх братів. Він жив у цьому замку і помер там же в 1662 році. Про взаємини Роберта Стюарта з повстанцями багато неясного. У свій час Роберт Стюарт одружився з Кетрін О'Ніл — онучкою Х'ю О'Ніла — останнього короля Тір Еогайн. Під час повстання за незалежність Ірландії Роберт Стюарт був офіцером повстанської армії, але немає ніяких даних про його участь у бойових діях на боці повстанців. Так чи інакше, він був помилуваний парламентом після придушення повстання.
Нині замок Роуган в руїнах, є пам'яткою історії та архітектури і охороняється законом.